# منتزه الرمال البيضاء الوطني
منتزه الرمال البيضاء الوطني (بالإنجليزية: White Sands National Park) هو عبارة عن حديقة وطنية أمريكية تقع في ولاية نيو مكسيكو وتحيط بها منطقة وايت ساندز العسكرية. تغطي الحديقة 145،762 فدانًا (227.8 ميل²؛ 589.9 كم²) في حوض تولاروزا، بما في ذلك 41٪ الجنوبية من 275 ميل² (710 كم²) من حقل الكثبان الرملية البيضاء المكونة من بلورات الجبس. هذا الحقل الجبسي هو الأكبر من نوعه على الأرض، بعمق حوالي 30 قدمًا (9.1 مترًا)، والكثبان يصل ارتفاعها إلى 60 قدمًا (18 مترًا)، وحوالي 4.5 مليار طن قصير (4.1 مليار طن متري) من رمل الجبس.
منذ ما يقرب من 12,000 عام، كانت الأرض داخل حوض تولاروزا تتميز ببحيرات كبيرة وجداول ومراعي وثدييات من العصر الجليدي. مع ارتفاع درجة حرارة المناخ، أذابت الأمطار وذوبان الجليد الجبس من الجبال المحيطة وحملته إلى الحوض. تسبب المزيد من الاحتباس الحراري والجفاف في تبخر البحيرات وتشكيل بلورات السيلينيت. ثم قامت الرياح القوية بتفكيك البلورات ونقلها شرقا. استمرت هذه الظاهرة الجيولوجية إلى حين تشكل رمل الجبس الحالي.
تعيش آلاف الأنواع من الحيوانات في الحديقة، وجزء كبير منها من اللافقاريات. تتميز العديد من أنواع الحيوانات بتلوين أبيض أو أبيض فاتح. ما لا يقل عن 45 نوعًا مستوطنة، تعيش فقط في هذه الحديقة، 40 منها من أنواع العث. شهد حوض تولاروزا أيضًا استقرار عدد من السكان، من هنود باليو قبل 12,000 عام من المزارعين ومربي الماشية.
تم تعيين حديقة وايت ساندز الوطنية في الأصل كنصب تذكاري وطني في 18 يناير 1933 من قبل الرئيس هربرت هوفر. أعاد الكونجرس تصنيفه كمتنزه وطني ووقعه الرئيس دونالد ترامب ليصبح قانونًا في 20 ديسمبر 2019. يعتبر المتنزه الخاضع لإدارة المتنزهات الوطنية الأكثر زيارة في نيو مكسيكو، حيث يستقبل حوالي 600,000 زائر كل عام. تتميز الحديقة بمسافة قصيرة بالسيارة من مركز الزوار إلى قلب الكثبان الرملية، ومناطق التنزه، ومخيم الريف في أرض الكثبان الرملية، ومسارات التنزه المميزة، والتزلج على الكثبان الرملية. يمكن زيارة الحديقة للمشاركة في النزهات الطبيعة بحضور الموجه السياحي في أوقات وأشهر مختلفة على مدار العام.

## أنظر أيضا
- حديقة شيناندوا الوطنية
- حديقة هوت سبرينغس الوطنية
- حديقة الجزيرة الملكية الوطنية
- حديقة ومحمية جريت ساند ديونز الوطنية
- حديقة فوياجرز الوطنية